# جامعة تمبكتو
جامعة تمبكتو هو مصطلح جماعي للتعليم المرتبط بثلاثة مساجد في مدينة تمبكتو في ما يُعرف الآن بمالي: مساجد سانكوري، وجينغريبر، وسيدي يحيى. حيث كانت تعمل هذه المساجد كمدارس إسلامية مُتقدمة كانت الجامعة مجتمعًا مدرسيًا منظمًا استمر لعدة قرون خلال العصور الوسطى وفي العصر الذهبي للإسلام. ساهمت الجامعة في الفهم الحديث للدراسات الإسلامية والأكاديمية في غرب أفريقيا خلال العصور الوسطى وأنتجت عددًا من العلماء والمخطوطات التي تدرس في ظل المذهب المالكي.

## تاريخ تمبكتو
تطورت مدينة تمبكتو من معسكر شبه دائم أنشأه شعب الطوارق في أواخر القرن الثاني عشر الميلادي إلى أوائل القرن الثالث عشر الميلادي ونظرًا لأن الطوارق أنشأوا المنطقة كمحطة على الطريق للإمدادات والمؤن، والتي كان يزورها المسافرون والتجار المارة في كثير من الأحيان، فقد أصبحت في النهاية مدينة تجارية كبيرة.
في القرن الرابع عشر، تطورت تمبكتو لتصبح مركزًا تجاريًا ومركزًا ثقافيًا للإسلام، حيث بدأت ولاتة، المركز السابق للتجارة عبر الصحراء الكبرى في المنطقة، في التراجع في الأهمية. في هذه الفترة، سيطر منسا موسى الأول (حكم من عام 1307 إلى عام 1332) على المدينة. وعندما سافر إلى مكة لأداء فريضة الحج، عاد إلى مالي مع المهندسين المعماريين والعلماء العرب والفُرس الذين التقى بهم في الطريق. وقد استخدم هؤلاء الأشخاص لإنشاء المساجد في تمبكتو وأرسل الطلاب للدراسة في فاس في المغرب. ونتيجة لذلك، سافر المزيد من العلماء من خلفيات وأماكن مختلفة إلى المدينة للدراسة والعيش. ومن هؤلاء العلماء من مصر، وفاس، وأوجلة، وغدامس، وتوات. اكتسبت تمبكتو بعد ذلك سمعة طيبة في مجال التعلم والمنح الدراسية الإسلامية في منطقة الساحل وشمال أفريقيا.
وفقًا للباحث الأفريقي شامل جيبي في كتابه معاني تمبكتو (The Meanings of Timbuktu):
تُعدّ تمبكتو مستودعًا للتاريخ، وأرشيفًا حيًا ينبغي على كل مهتم بالتاريخ الأفريقي أن يطّلع عليه. قد يصعب الوصول إلى تمبكتو، لكنها لعبت دورًا أساسيًا كمركز للعلم والمعرفة في عهد سلطنة صنغاي حتى غزو حكام مراكش عام 1591، وحتى بعد ذلك، أُعيد إحياؤها.

بعد احتلال تمبكتو عام 1591 في أعقاب معركة تونديبي، بدأت الجامعة في الانحدار وتراجعت جودة التدريس في مساجد تمبكتو معها. وبعد فترة وجيزة، هاجر علماء تمبكتو إلى مراكز تعليمية أخرى. في عام 1593، ذكر السلطان أحمد الأول المنصور "عدم الولاء" كسبب لاعتقال العديد من علماء تمبكتو، ومن بينهم أحمد بابا المصوفي، ثم قتلهم أو نفيهم.

## المساجد

مسجد سنكوري، حوالي عام 2006

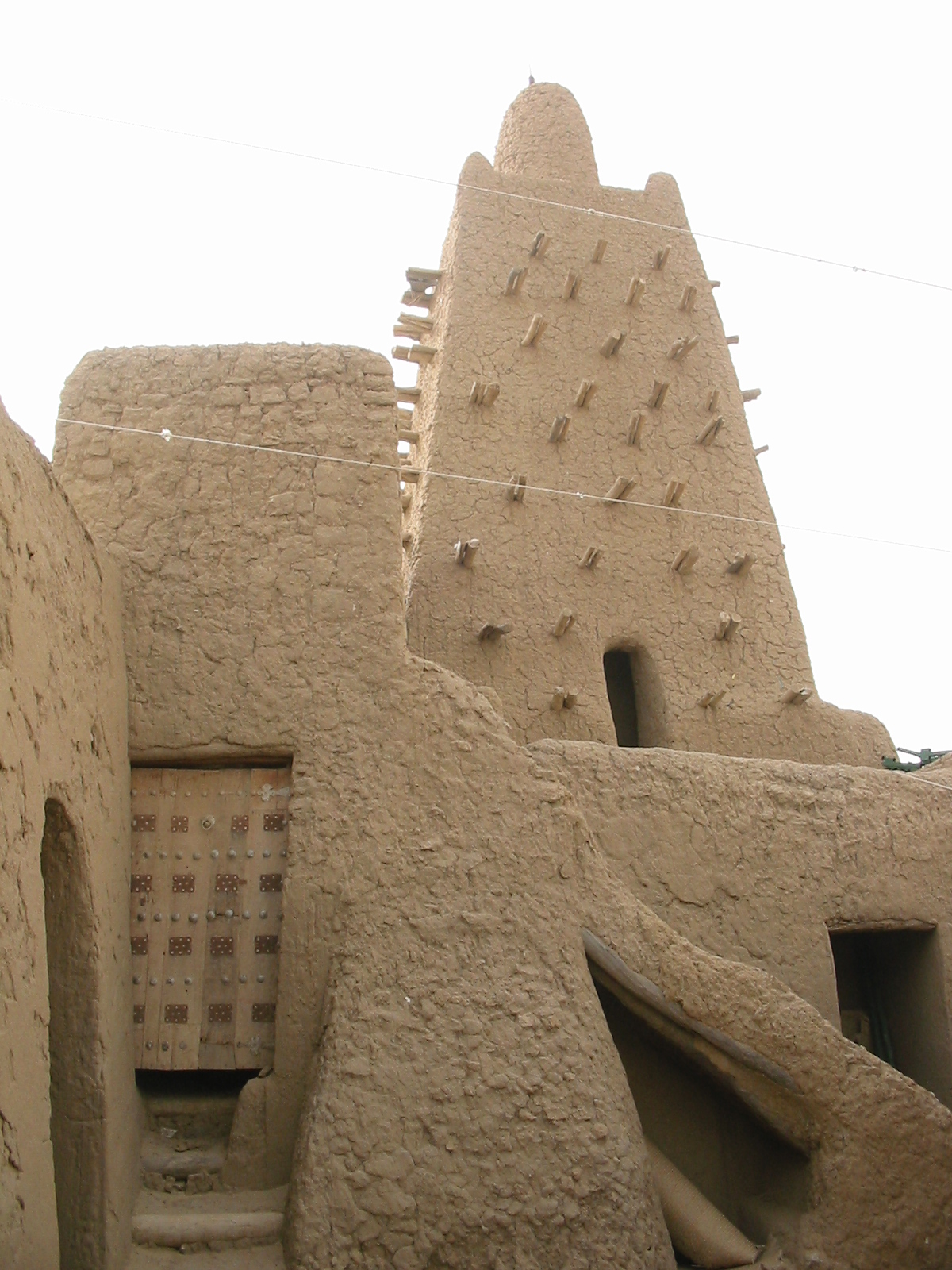
مسجد جنكريب، حوالي عام 2005

كانت جامعة تمبكتو مرتبطة بثلاثة مساجد: مسجد سنكوري ، ومسجد جينجريبر ، ومسجد سيدي يحيى. وقد شكل الثلاثة مركزًا فكريًا وروحيًا طوال العصر الذهبي لمدينة تمبكتو. وتعد هذه المساجد أيضًا أمثلة رئيسة للعمارة الترابية، والتي يتم الحفاظ عليها من خلال تقنيات الصيانة التقليدية التي لا تزال مستمرة حتى يومنا هذا. بالنسبة لمسجد واحد، وهو المسجد الكبير في جينيه، فإن صيانة المسجد هي جهد مجتمعي احتفالي، يُعرف باسم "كريبيساج".

### مسجد سانكوري
بُني مسجد سانكوري في الأصل في القرنين الرابع عشر والخامس عشر بدعم مالي من امرأة طوارقي من قبيلة أغلال. لمدة أكثر من خمسة قرون، كان مسجد سانكوري بمثابة مركز ديني وفكري مهم. انتشر صيته بشكل خاص خلال عهد أسرة أسكيا (1493-1591). وفي عام 1578م قام القاضي العقيب بن محمود بن عمر بن محمد أقط بهدم الحرم وإعادة بنائه على مقاس الكعبة المشرفة مع إضافة محراب.

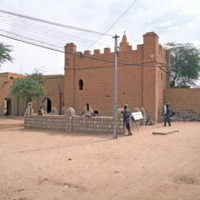
الواجهة الشمالية لمسجد سيدي يحيى، حوالي عام 2012

### مسجد جينجريبر
بُني مسجد جينجريبر في البداية عندما عاد مانسا موسى الأول من الحج إلى مكة، ولكن أعيد بناؤه بين عامي 1570 و1583 على يد الإمام العاقب بن محمود، الذي كان قاضي تمبكتو.  وأضاف الجزء الجنوبي من المسجد، وكذلك الجدار الذي يحيط بالمقبرة ويقع إلى الغرب. تُعد مئذنة مسجد جينجريبر من المعالم الأكثر بروزًا في مشهد تمبكتو ببنائها المهيمن.

### مسجد سيدي يحيى
سُمي مسجد سيدي يحيى نسبةً إلى سيدي يحيى التدلسي، صديق الحاكم محمد بن عبد الله. يقع مسجد سيدي يحيى جنوب مسجد سنكور، وقد بُني حوالي عام 1400م على يد المرابط الشيخ المختار حمالة. بُني المسجد على أمل ظهور رجل مقدس بعد حوالي أربعين عامًا وهو الشريف سيدي يحيى، والذي سيتم اختياره كإمام. وكما هو الحال مع المسجدين الآخرين، رُمم مسجد سيدي يحيى أيضًا على يد الإمام العاقب بن محمود في الفترة من 1577 إلى 1588.

## الجامعة

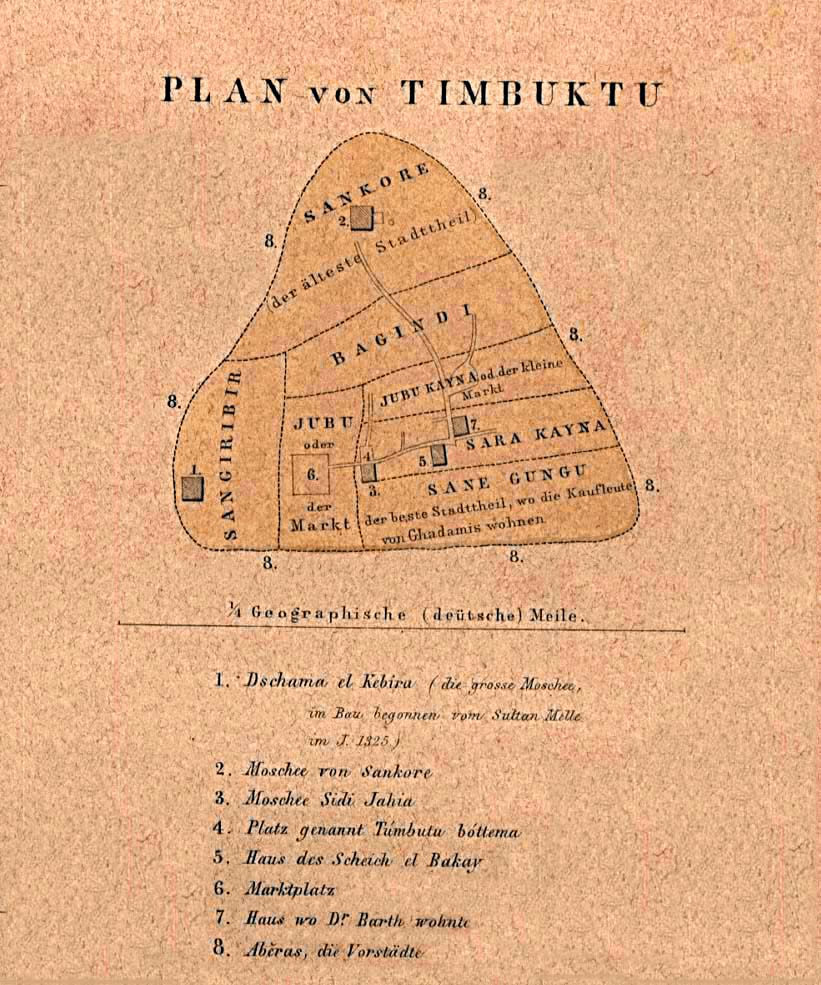
خريطة المساجد الثلاثة الكبرى في تمبكتو: السانكور ، وجينغريبر ، وسيدي يحيى.

وفي جامعة تمبكتو، كانت هناك عدة مدارس مستقلة، ولكل منها مدرسها الرئيس الخاص. كان الطلاب في كثير من الأحيان يأخذون عدة معلمين مختلفين، وكانوا جميعًا متخصصين في مجالات دراستهم، وكانوا يدفعون لمعلميهم بالمال أو البضائع أو الخدمات. وكان التدريس يتم عادة في ساحات المساجد أو في المساكن الخاصة حسب المسجد وتفضيلات المعلمين. على سبيل المثال، كان مسجد سانكوري يعقد الدروس في كثير من الأحيان داخل جدرانه، وكان العديد من العلماء يعيشون ويدرسون ويعلمون في حي سانكوري. وكان العلماء في مسجدي جنكريبتر وسيدي يحيى يعقدون دروسهم في منازلهم بشكل خاص، حيث يمكن استخدام مكتباتهم الشخصية لمساعدة المعلمين. تفتخر الجامعة بوجود ما يقرب من 25000 طالب من إجمالي عدد سكان المدينة البالغ 100000 نسمة. وشملت المواد التي تمت دراستها في الجامعة الجغرافيا وعلم الفلك والطب وحتى التاريخ، على الرغم من حقيقة أن التاريخ لم يكن جزءًا من أي منهج تدريس في العالم الإسلامي في ذلك الوقت.

### التدريس
كان أسلوب التدريس في تمبكتو متوافقًا مع أساليب التدريس الإسلامية التقليدية. كان المعلم يملي درسًا وكان من المتوقع أن يكتب الطالب هذا الإملاء. بعد مراجعة النسخة المكتوبة مع المعلم، يتوقع من الطالب بعد ذلك دراستها. في بعض الأحيان، إلى جانب النصوص التي كتبها الطالب، كان الطالب يتعلم من نصوص أخرى، إلى جانب تعليقاتها الخاصة. ولا تزال هذه الطريقة مستخدمة على نطاق واسع في العالم الإسلامي. كان الطلاب يكتبون إملاء معلمهم مع الحركات، والتي لا نراها إلا في القرآن الكريم والكتب التعليمية مثل القواعد النحوية والقانونية. ودُرسَت الدراسات الدينية باللغة العربية بدلًا من اللغات الأصلية التي يتحدث بها سكان تمبكتو. وقد أدى ذلك إلى إعاقة شعبية المساجد بين الأشخاص الذين كانوا خارج رجال الدين.
وبعد الانتهاء من الدراسة، مُنح الطلاب عمامة لارتدائها، إلى جانب إجازة تسمح للطلاب بتدريس موضوع أو نص معين. كانت قيمة كل إجازة تعتمد على جودة المعلم الذي أعطاها.

### المناهج الدراسية
ورغم تنوع المناهج الدراسية، فقد دُرسَت نصوص معينة في كل معهد. وكان القرآن الكريم، وصحيح البخاري، وصحيح مسلم، وكتاب الشفاء، نصوصًا متاحة. وتليها حسب ترتيب أهميتها أعمال مهمة في المذهب المالكي مثل: فتاوى أحمد الونشيري، ورسالة ابن أبي زيد ، ومختصر خليل بن إسحاق.

## علماء بارزون
كان هناك سلسلة طويلة من العلماء والأئمة في تمبكتو، وكان العديد منهم مرتبطين بمسجد سانكوري.

### أبو حفص
أبو حفص عمر بن الحاج أحمد بن عمر بن محمد أقط كان نحويًا وخطيبًا في مسجد سنكور. ألقة الباشا محمود الزرقونين القبض عليه ونفاه إلى مراكش بالمغرب حتى وفاته. وقد اعتبر هذا النفي ظالمًا، ونتيجة لذلك، يُنظر إلى أبو حفص باعتباره شهيدًا.

### العقيب عقيت
القاضي العقيب بن محمود بن عمر بن محمد آقيت (1507 - 10 أغسطس 1583) كان صنهاجيًّا أمازيغيًّا، وكان قاضي تمبكتو، وإمام مسجد سنكور. وُلد في عائلة صنهاجية بربرية تٌسمى أكيت حيث درس على يد والده وعمه. ثم ذهب إلى الحج، فدرس على يد كبار العلماء أمثال الناصر اللقاني الذي أذن له بتدريس عدد من المخطوطات. وقد درس عنده أحمد بابا الشهير، الذي كان ابن عمه، وحصل على إجازة. في عام 1565، خلف العقيب شقيقه القاضي محمد في منصب قاضي تمبكتو.
وفي سنة 1569م شرع في إعادة بناء جامع سيدي يحيى ، وفي سنة 1570م جدد جامع جنكريبتر، ثم جامع السوق سنة 1577م. قام بإعادة بناء مسجد سانكوري في العام التالي.
ولما توفي خلفه في القضاء أخوه أبو حفص عمر.

### أبو التواتي
سيدي أبو القاسم التواتي (ت 1528/29) كان خليفة القاضي كاتب موسى في مسجد سنكور. اشتهر بتأسيسه لقراءة القرآن الكريم كاملًا بعد صلاة الجمعة.

### أحمد بابا
أبو العباس أحمد بابا بن أحمد بن أحمد بن عمر بن محمد آقيت الصنهاجي التمبكتي (21 ذي الحجة 963 هـ /26 أكتوبر 1556 - 6 شعبان 1036 هـ /22 أبريل 1627) كان فقيهًا شعبيًا. وُلد في عائلة كانت جزءًا من سلسلة طويلة من رجال القانون. كان معروفًا بجودة فتاواه، وهو معروف في العصر الحديث لأن أعماله تشكل الأساس الرئيس للتاريخ فيما يتعلق بتاريخ وأنساب فقهاء غرب إفريقيا في العصور الوسطى والممارسات الدينية المغربية في العصور الوسطى. كتب أكثر من ستين نصًا في حياته تغطي مختلف التخصصات التي تتراوح من القواعد إلى الفلسفة.
وُلِد أحمد في أروان ونشأ في تمبكتو حيث درس على يد والده أحمد وعمه أبو بكر وأحمد بن محمد الذي كان قريبًا له من بعيد. وكان أستاذه الرئيس هو محمد بن محمود بن أبي بكر الونجري، وهو عالم معروف ومحترم في ذلك الوقت.
درس العلوم الأساسية المتعلقة بالتعليم الإسلامي في عصره على يد ونجاري، بما في ذلك اللغة العربية علم الأصول والمنطق والتفسير، وكان تخصصه في المدرسة المالكية للفقه الإسلامي. لا يُعرف الكثير عن العمل العلمي الذي قام به أحمد في تمبكتو قبل ترحيله وبعض أفراد عائلته إلى المغرب في عام 1594، حيث اتُهموا بتقويض حكم وسلطة المغاربة. وصل إلى مراكش في 1 رمضان 1002 (21 أيار 1594)، حيث سُجن أو وُضع تحت الإقامة الجبرية. كانت إقامته الجبرية في المغرب لمدة عامين تحررية، حيث تمكن أحمد من التدريس في جامع الشرفاء في مراكش واجتذب العديد من الطلاب العلماء حتى إطلاق سراحه في 21 رمضان 1004 - 19 أيار 1596. لكن السلطان قرر إبقاءه في المغرب.
وبعد أن أطلق السلطان مولاي زيدان سراحه، عاد أحمد إلى تمبكتو في 10 ذي القعدة 1016 هـ (26 فبراير 1608م). على الرغم من عدم معرفة الكثير عن التسلسل الزمني لأعماله، إلا أنه كتب كتاب "نيل الابتهاج"، وهو أهم أعماله، وكذلك مختصره "كفاية المحتاج"، أثناء وجوده في المغرب.
كتاب نيل الابتهاج بتطريز الديباج هو قاموس سيرة علماء المالكية، يحتوي على كمية هائلة من المعلومات عن علماء شمال أفريقيا، وهو المصدر الأساسي للمعلومات عندما يتعلق الأمر بحياة وأعمال علماء المسلمين في غرب أفريقيا في العصور الوسطى. كانت هذه أعظم مساهماته في مجال المنح الدراسية.

## الأعمال والمخطوطات البارزة

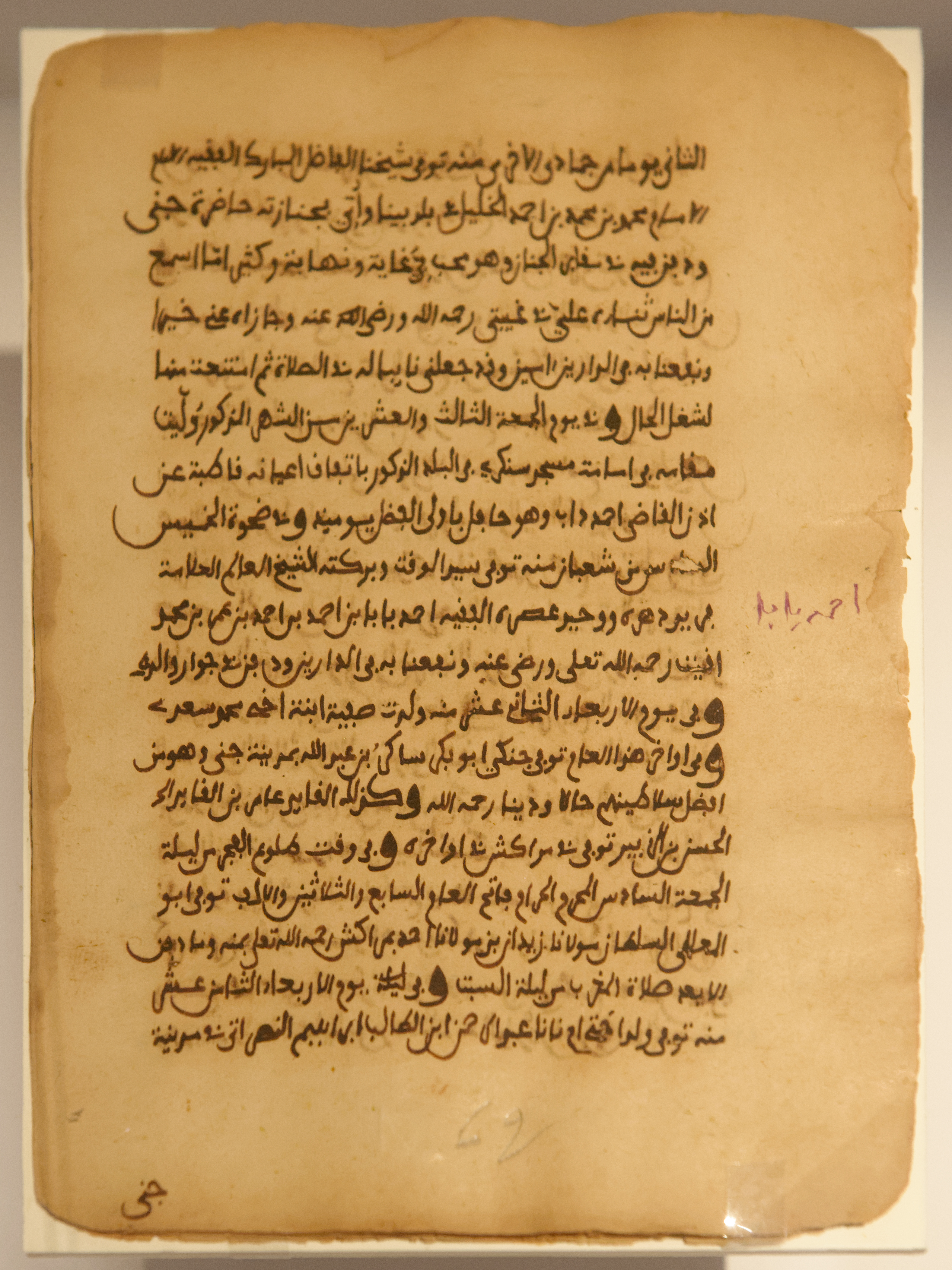
صفحة من تاريخ الفتاش

وقد تمت كتابة مئات الآلاف من المخطوطات في تمبكتو. وفي هذا نشأت تجارة الكتب على نطاق واسع وأصبحت واحدة من أكثر الصناعات ربحية في المدينة. تم إنتاج المخطوطات بالخط العربي وكانت مكتوبة في المقام الأول باللغة العربية، ولكن ظهرت أيضًا لغات محلية أخرى مثل الفولفولدي والسونغاي والسونينكي والبامبارا. ساعد هذا في تكوين سجل لا يقدر بثمن للإسلام وتاريخ غرب أفريقيا.

### تاريخ السودان
تاريخ السودان هو عمل مكتوب كتبه عبد الرحمن وأكمله في عام 1655. يتناول الكتاب تاريخ منطقة النيجر الوسطى منذ تأسيس تمبكتو حتى غزو واحتلال أحمد المنصور المغربي. تم الحصول على هذه السجلات من تواريخ مكتوبة وشفوية سابقة حول نفس الموضوع. يُعد هذا العمل من أهم المصادر الأولية التي تتناول تاريخ منطقة النيجر الوسطى.

### تاريخ الفتاش
تاريخ الفتاش هو عمل مكتوب ألفه محمود القاطي، ولكن أبناؤه الثلاثة وحفيده أكملوه في عام 1665. ويروي تاريخ منطقة النيجر الوسطى، على غرار تاريخ السودان. وقد سجل ابن المختار، مؤلف كتاب تاريخ الفتاش، التقليد الشفوي المحيط بأصل مملكة مالي قبل أربعمائة عام. يقول ابن المختار:
لم تعلُ مملكة مالي سدة الحكم إلا بعد سقوط مملكة كايا ماغا، حاكم المنطقة الغربية بأكملها. حتى ذلك الحين، كان ملك مالي مجرد تابعٍ لكايا ماغا، أحد مسؤوليه ووزرائه. تعني كلمة كايا ماغا في لغة واكوري (سونينكي) "ملك الذهب". ... وكانت عاصمة كايا ماغا قُمْبي.

### الحالة
تم العثور على المخطوطات بشكل رئيس في مجموعة من الأوراق السائبة الموضوعة داخل غلاف فضفاض أو حتى مشدودة بشريط. وبسبب عدم وجود بنية خياطة أو أي رابط بين كتل النص والأغلفة، فإن معرفة ما إذا كانت أي هياكل تجليد الكتب موجودة أم لا تعد مهمة صعبة بالنسبة للعديد من علماء المخطوطات. ما يزيد الأمر تعقيدًا هو أن الأغطية التي تغلف العديد من الأوراق ربما تم نقلها من كتلة نصية إلى أخرى. يمكن أن تتكون المخطوطة من مجموعة متنوعة من النصوص والوثائق، ويمكن أن تكون مصنوعة من عدد متفاوت من الأوراق يتراوح من بضع أوراق إلى بضع مئات. اليوم، يتم الحفاظ على مخطوطات تمبكتو بشكل أساسي في منازل عائلات خاصة حيث كانت تُحفظ تقليديًا وفي معهد أحمد بابا، وهو كيان تديره الدولة.

### أزمة ما بعد عام 2012
في عام 2013، استولى تنظيم القاعدة في بلاد المغرب الإسلامي على شمال مالي ودمر العديد من المخطوطات في محاولة لتنفيذ ما أسماه الجهاد ضد أي فكرة أو ممارسة لا تتوافق مع رؤيته الخاصة للمجتمع الإسلامي النقي. لكن تنظيم القاعدة في بلاد المغرب الإسلامي لم يدمر سوى جزء من المخطوطات، إذ تم نقل معظمها خارج المدينة إلى العاصمة باماكو، في مبادرة قادها عبد القادر حيدرة، ابن عالم مالي محترم، محمد "ماما" حيدرة، الذي بالإضافة إلى كونه عالمًا كان أيضًا مالكًا لمكتبة عائلية تضم عددًا كبيرًا من المخطوطات واستطاع الحفاظ على إرث إسلامي ضخم حيث كانت بعض المخطوطات نادرة وتروي عن مناطق إسلامية مترامية مثل الأندلس وشمال أفريقيا.  قام حيدرة بذلك بمساعدة المنظمة غير الحكومية حماية وتثمين المخطوطات للدفاع عن الثقافة الإسلامية (بالإنجليزية: SAVAMA-DCI Sauvegarde et Valorisation des Manuscripts pour la Défense de la Culture Islamique)، والتي يشغل حيدرة منصب رئيسها التنفيذي. عمل حيدرة جنبًا إلى جنب مع أعضاء المجتمع المحلي في محاولة لإزالة المخطوطات من المناطق التي كانت عرضة لنشاط تنظيم القاعدة في بلاد المغرب الإسلامي.

## طالع أيضًا
- قائمة المؤسسات التعليمية الإسلامية
- مكتبة مما حيدرة
- التعليم في مالي

## روابط خارجية
- المخطوطات الإسلامية من مالي - مكتبة الكونجرس الأمريكية